# Lycodes microporus
Lycodes microporus és una espècie de peix de la família dels zoàrcids i de l'ordre dels perciformes.

## Morfologia
- Els mascles poden assolir 27 cm de longitud total.[4][5]

## Hàbitat
És un peix marí i de clima temperat que viu entre 400-1.310 m de fondària.

## Distribució geogràfica
Es troba a la mar d'Okhotsk.

## Observacions
És inofensiu per als humans.